# Eucorydia aenea
Espèce
Synonymes
- Corydia aenea Brunner von Wattenwyl[1], 1865
- Corydia elegans (Brunner von Wattenwyl, 1893)
- Corydia plagiata
- Corydia taitoensis
- Corydia tonkinensis
- Corydia zonata
- Euthyrrapha dasytoides

Eucorydia aenea est une espèce de blattes de la famille des Corydiidae trouvée en Asie. L'espèce comprend 3 sous-espèces:
- Eucorydia aenea aenea (Brunner von Wattenwyl, 1865)
- Eucorydia aenea dasytoides (Walker, F., 1868)
- Eucorydia aenea plagiata (Walker, F., 1868)